# Harriet A. Hall
Harriet A. Hall (Saint Louis, 2 luglio 1945 – Puyallup, 11 gennaio 2023) è stata una divulgatrice scientifica, medico e blogger statunitense.
La Hall è stata un medico di famiglia, un chirurgo di volo dell’aviazione americana ed esponente dello scetticismo scientifico che ha scritto criticamente su argomenti quali la medicina alternativa e altre pseudoscienze per le riviste Skeptic e Skeptical Inquirer e anche per il blog Science-Based Medicine.

## Biografia

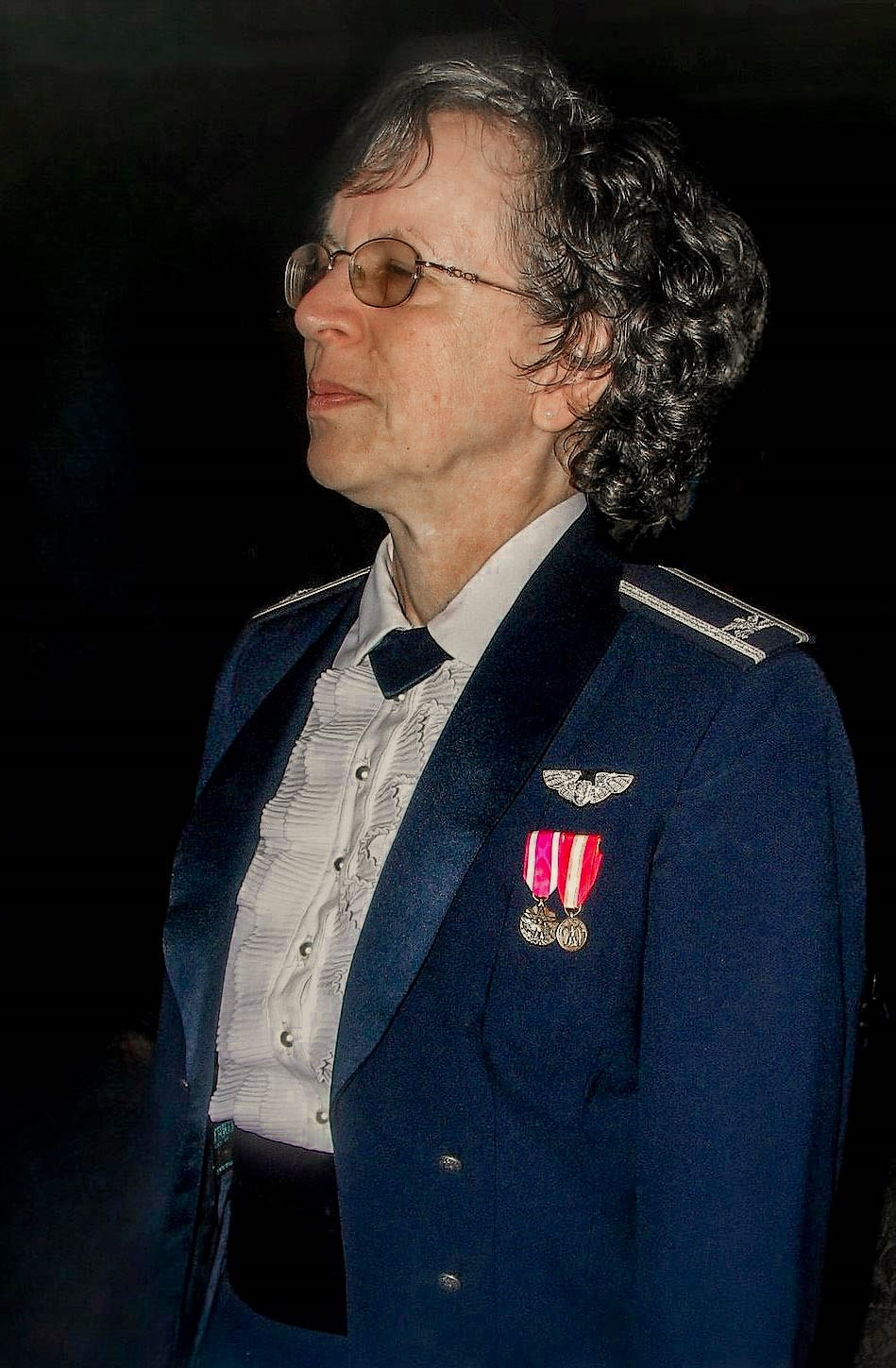
Harriet Hall mentre partecipa a JREF Amazing Adventure — Nord verso l'Alaska

Harriet Hall ha conseguito la laurea di primo livello e la laurea in medicina all’Università del Washington. È stata la seconda donna ad aver completato il praticantato nell'aviazione americana e la prima donna laureata dell’aviazione a praticare medicina all’Eglin Air Force Base.
La Hall si è auto-definita “scettico passivo” da molto tempo, leggendo la letteratura e partecipando ai vari congressi. Ha conosciuto Wallace Sapson al Skeptic’s Toolbox Workshop in Oregon che l’ha convinta a scrivere un articolo per lo Scientific Review of Alternative Medicine (Rassegna Scientifica della Medicina Alternativa) che metteva alla prova i così-detti prodotti “Vitamina O” che aveva visto pubblicizzati nella posta. È stato allora che ha iniziato a scrivere articoli per lo Skeptical Inquirer. Durante una conversazione con Michael Shermer al Amazing Meeting che riguardava il libro The God Code (Il codice di Dio), Shermer l'ha incoraggiata a scrivere una recensione del libro per Skeptic Magazine. La Hall ha scritto altri articoli per quella pubblicazione, e a partire dalla fine del 2006 ha una propria rubrica intitolata The SkepDoc (Il Medico Scettico) che dà il nome al suo sito web. Prima dell'esperienza al Toolbox, “Non avevo mai scritto...da cosa nasce cosa e ora sono membro della facoltà di Skeptic's Toolbox”
Harriet Hall criticava apertamente la medicina alternativa, mettendo in discussione la sua efficacia. “Se fosse dimostrato che è veramente efficace, farebbe parte della medicina convenzionale.” Nei suoi lavori, la Hall enfatizza l'importanza del seguire le indicazioni delle prove scientifiche nel decidere se essere pro o contro qualsiasi rimedio. Quando le è stato chiesto di esprimere un'opinione su Airborne, un rimedio anti-raffreddore, ha risposto che “Esistono più prove per il brodo di pollo che per Airborne. In assenza di qualsiasi studio clinico doppio cieco, che dia credibilità alle affermazioni in supporto di Airborne, continuerò a lavare le mani.” Ha anche criticato l'esercito americano a causa del suo impiego dell'agopuntura, dicendo “l'idea che mettere aghi nelle orecchie di una persona in sostituzione della morfina, è ridicolo.”
Harriet Hall ha pubblicamente criticato le raccomandazioni e i prodotti di Daniel G. Amen in un articolo su Quackwatch e altrove, dicendo che “le raccomandazioni di Amen sfidano la scienza, il buon senso e la logica.” Ha anche criticato molti altri proponenti di terapie alternative, incluso Andrew Weil.
La Hall è stata un consulente a Quackwatch e editore associato del blog Science-Based Medicine (Medicina Basata sulla Scienza).
Harriet Hall ha partecipato come oratrice alla Conferenza di Science-Based Medicine e al Amazing Meeting 7, nel 2009. È stata intervistata su diverse podcast come The Reality Check, Skepticality e The Skeptic Zone.

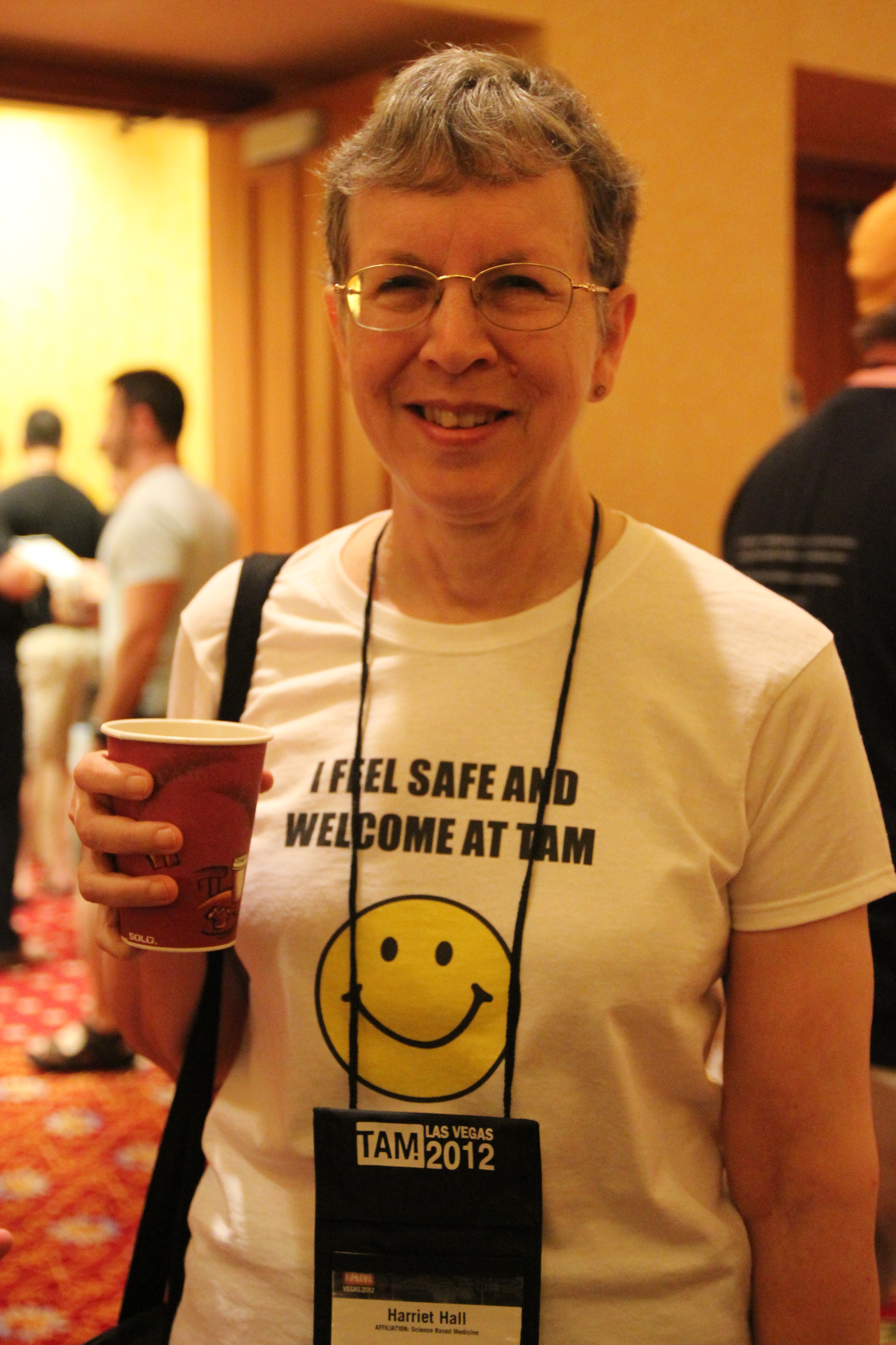
Harriet Hall a The Amazing Meeting 2012

Nel 2008 ha pubblicato un'autobiografia focalizzata sulle sue esperienze da chirurgo da volo nell'esercito americano (è andata in pensione da Colonnello). L'essere una donna medico, ufficiale dell'aviazione, pilota e chirurgo da volo, l'ha resa una minoranza sotto diversi aspetti, imbattendosi nei pregiudizi. Il titolo del libro si riferisce ad un episodio dopo il suo primo volo da solista, quando un ufficiale aeroportuale le ha detto, “Non ti hanno mai detto che le donne non dovrebbero volare?”
A partire dal numero di gennaio 2010, la Hall ha avuto una rubrica fissa da 250 parole in O, la Rivista di Oprah, dove sfatava miti comuni che riguardano la salute. I rapporti con la rivista erano turbolenti, e l'ultima rubrica è uscita nel numero di giugno 2010. La Hall ha parlato dell'esperienza, dicendo che “l'editore che mi ha assunta era stato rimpiazzato da uno meno comprensivo (…). Mi avevano limitato a 200 misere parole, volevano dirmi esattamente quale argomento trattare e cosa scrivere. Non riuscivo neanche a riconoscere la versione finale corretta come scritta da me.”
Harriet Hall è stata un membro del consiglio e membro fondatore dell'Istitute for Science in Medicine (Istituto per la Scienza nella Medicina) costituito nel 2009. Nel 2010, la Hall è stata eletta Fellow della Committee for Skeptical Inquiry.
Il 21 agosto 2010, la Hall ha ricevuto un premio che riconosce i suoi contributi nel campo dello scetticismo scientifico, durante una gala per il decimo anniversario dell'IIG.
La Hall aveva anche tenuto un discorso alla sesta edizione del World Skeptic congress a Berlino, Medicina alternativa e complementare: la Scienza delle favole e la Medicina Placebo.
Harriet Hall è stata oratrice sia ad un workshop intitolato Dr. Google che a una tavola rotonda dell'Amazing Meeting 2012 con Steven Novella, David Gorski e Rachael Dunlop intitolata La verità sulla medicina alternativa. L'argomento della workshop era centrato sul “Come trovare delle informazioni affidabili sulla salute online e altrove, e come valutare scetticamente le informazioni che trovi.”
Nel 2015, la Hall ha pubblicato una serie di lezioni con il titolo Medicina con basi scientifiche, commissionate dalla James Randi Educational Foundation su YouTube. La serie è presentata come un corso di 10 lezioni che evidenziano le differenze tra la medicina con basi scientifiche e la medicina con elementi di prova, la medicina alternativa o complementare, la chiropratica, l'agopuntura, l'omeopatia, la naturopatia e la medicina a base di erbe, medicina energetica, le insidie alla ricerca e alla medicina con basi scientifiche nei media e nella politica.

## Vita privata
Harriet Hall era sposata e risiedeva a Puyallup Washington, con suo marito Kirk (che aveva anch'egli lavorato per le forze aeronautiche). Aveva due figlie.

## Pubblicazioni principali
- (EN) S. Barrett, WM London, M Kroger, H Hall e R Baretz, Consumer Health: A Guide to Intelligent Decisions, McGraw-Hill Education, 2013, ISBN 978-0-07-802848-9.
- (EN) Hall, Harriet A., Analysis of Claims and of an Experiment to Prove That Oxygen is Present in "Vitamin O", in Scientific Review of Alternative Medicine, vol. 7, n. 1, Primavera-Estate 2003,  pp. 29-33.
- (EN) Hall, Harriet A., Wired to the Kitchen Sink: Studying Weird Claims for Fun and Profit, in Skeptical Inquirer, vol. 27, n. 3, Committee for Skeptical Inquiry, maggio-giugno 2003,  pp. 46-48. URL consultato l'8 agosto 2009.
- (EN) Hall, Harriet A., Chiropractic Information in a Public Library, in Scientific Review of Alternative Medicine, vol. 7, n. 2, Autunno 2003,  pp. 78-86.
- (EN) Hall, Harriet, A Skeptical View of SPECT Scans and Dr. Daniel Amen, in Quackwatch, 2007. URL consultato l'8 agosto 2009.
- (EN) Hall, Harriet A., Blind-spot Mapping, Cortical Function, and Chiropractic Manipulation, in Scientific Review of Alternative Medicine, vol. 9, n. 1, Primavera-Estate 2005,  pp. 11-15.
- (EN) Hall, Harriett, Seek & Ye Shall Find: The God Code (Book Review), in Skeptic, vol. 11, n. 4, The Skeptics Society, 2005.
- (EN) Hall, Harriet A., Teaching Pigs to Sing: An Experiment in Bringing Critical Thinking to the Masses, in Skeptical Inquirer, vol. 30, n. 3, maggio-giugno 2006,  pp. 36-39. URL consultato l'8 agosto 2009 (archiviato dall'url originale il 21 luglio 2016).
- (EN) Hall, Harriet A., Death By Medicine, su sciencebasedmedicine.org, Science-Based Medicine, 24 giugno 2008. URL consultato il 9 agosto 2009.
- (EN) Harriet A. Hall, Women Aren't Supposed to Fly : The Memoirs of a Female Flight Surgeon, Lincoln, NE, iUniverse, 2008,  p. 221, ISBN 978-0-595-49958-8, OCLC 263094055.